# آبشار کشیت
آبشار کشیت در بخش  کشیت از توابع  شهرستان گلباف استان کرمان واقع است.
دره کشیت به طول سه کیلومتر مملو از نخلستان و درختان میوه است و دیواره‌های این دره عمیق نیز مملو از خزه و نوعی سرخس است که در کنار آبشارهای همیشه جاری آن روییده و منظره‌ای بدیع را به وجود آورده است. نکته قابل توجه در مورد این منطقه وجود آبشاری به ارتفاع ۱۲ متر است که به محوطه‌ای می‌ریزد که مردم محلی به آن دریا می‌گویند. آب این آبشارها شیرین است.
این آبشار حوضچه‌ای طبیعی و بزرگ را به وجود آورده‌است که ۶۰۰ متر مربع وسعت دارد. حوضچه دریاچه بسیار عمیق است و تاکنون اقدامی در راستای تعیین عمق آن صورت نگرفته‌است.